# 中村貴子
中村 貴子（なかむら たかこ、1961年〈昭和36年〉9月25日 - ）は、京都府京都市出身の日本の歌手、ラジオパーソナリティ、音楽ジャーナリスト。

## 来歴・人物
1977年、同志社女子高等学校在学中に中学校の同窓生5人の女性で結成した「San Antonio Lady's」で歌手デビュー。当初はインディーズで活動していた。1982年3月に嵯峨美術短期大学ビジュアルデザイン科を卒業。1983年に宇崎竜童から新ユニット名「ラブ・ポーション」を寄贈され、バンド名をSan Antonio Lady'sから改名。同年にメジャーデビューを果たし、1986年に大阪で行われたコンサートを最後にバンドを解散する。
ラブ・ポーションでの活動当時、関西テレビの深夜番組『エンドレスナイト』に第2期エンドレスギャルズとして出演しており、番組中数回ラブ・ポーションとしても出演した。またラブ・ポーションの解散後には、朝日放送『探偵!ナイトスクープ』初期の探偵役も務めていた。
その後はラジオパーソナリティ、音楽ジャーナリストとして活動。NHK BS2『BSヤングバトル』各地区・ブロック大会の司会、NHK-FM『ミュージックスクエア』のパーソナリティ（1995年4月 - 2000年3月）、NHK BS2『BEAT MOTION』の初代MC（2000年4月 - 2001年3月）も務めた。80年代にはTVKテレビ（現在のtvk）で音楽番組共通の冒頭ビジュアルロゴの一つ「Let's feel the MUSIC TELEPATHY」のナレーションを担当し、番組ネット各局でも流れたこともある。
ラジオ番組の司会などで国内外2500組に及ぶ歌手達と交流を深める。中でも大江千里とはテレビ・ラジオでの共演が多く、同じ関西の出身であることや、ラブ・ポーション時代には同じ事務所に所属していたという事もあり、親交も深い。B'zとも歌手時代からの親交がある。

## 出演番組
太字はレギュラー出演。

### テレビ
- BEAT MOTION（NHK BS2、2000年4月9日 - 2001年3月18日）
- デモ・タカ VIDEO JAM（テレビ朝日、1985年12月 - 1987年3月）
- 朝まで待てない!お姉さまに任せなさい（TBS、1984年10月 - 1985年3月）
- saku saku morning call（tvk、1996年4月 - 1997年3月）
- たかじんミュージックランド（毎日放送、1985年 - 1986年）
- とんでもラブポーション（KBS京都、1984年4月 - 9月）

### ラジオ
- この人この1曲カウントダウン-サザンオールスターズ-（NHK-FM、1992年12月19日 - 12月20日）
- 今年この1曲カウントダウン（NHK-FM、1993年12月25日 - 12月26日)
- KIDS ALIVE（NHK-FM、1993年5月3日 - 5月7日）
- ミュージックパイロット（NHK-FM、1994年4月8日 - 1995年3月31日、2000年3月29日 - 2001年3月28日）
- KIDS ALIVE-NOKKO-（NHK-FM、1994年12月21日）
- '94冬カウントダウン（NHK-FM、1994年12月24日）
- ミュージックスクエア（NHK-FM、1995年4月3日 - 2000年3月23日、月曜 - 木曜担当）
- '95春マイ・ベスト・ソング（NHK-FM、1995年4月1日）
- '95夏カウントダウン（NHK-FM、1995年8月26日）
- '95冬マイ・ベスト・ソング（NHK-FM、1995年12月16日）
- ミュージックスクエア オータムスペシャル（NHK-FM、1999年11月23日）
- ミュージックパイロット スペシャル（NHK-FM、2001年2月12日）
- サンデースペシャル “山崎まさよしワンナイト・ライヴ&トーク”（NHK-FM、2001年6月24日）
- サンデースペシャル “小田和正 LOOKING BACK”（NHK-FM、2001年5月7日）
- ワンナイト・ライブスタンド（NHK-FM、2002年4月28日 - 2005年3月27日）
- AAA 年越しライブ IN 横浜アリーナ（TBSラジオ、1995年12月31日 - 1996年1月1日）
- MIXUP（TBSラジオ、2007年4月 - 2010年4月3日）
- ザ・ライブマシン '93ニッポン放送開局記念特番（ニッポン放送、1993年8月9日）
- '94夏カウントダウン（NHK-FM、1994年8月20日 - 8月21日）
- おかげさまブラザーズのフォーラスフォーラス（ラジオ関西、1986年10月 - 1987年7月）
- 今夜もHOT'N HOT（ABCラジオ、1986年8月 - 1988年8月13日）[1]
- マツダ It's A Party（MBSラジオ、1986年10月 - 1988年3月）[1]
- 圭修サンセットクラブ Cokeで乾杯!（MBSラジオ、1988年4月 - 1991年3月）
- Music...ING（OBCラジオ、1989年4月 - 1992年12月）
- サンデースペシャル “ザ・カスタネッツのRadioマーケット（TOKYO FMほか、1998年5月31日）
- サンデースペシャル “ザ・ガーデンズ -A Place in The Sun-”（TOKYO FMほか、1998年11月1日）
- Saturday Special（TOKYO FMほか、2001年4月9日）
- ホリデースペシャル “Coca-Cola DO THE X-SITE”（TOKYO FM、2001年5月4日）
- JUDY AND MARY SPECIAL “THE GREAT ESCAPE”（JFN系列各局、2001年5月20日）
- スーパーテレフォングッバイ'91-ハロー'92（NACK5、1991年12月31日 - 1992年1月1日）
- MIDNIGHT ROCK CITY（NACK5、1991年4月 - 1992年3月、金曜日担当）
- Japanese Dream（NACK5、1992年4月 - 1994年9月）
- 青春のバイブルI（NACK5、1992年7月18日）
- 青春のバイブルII（NACK5、1992年10月10日）
- Final Count Douwn'92ーArtist of The Year（NACK5、1992年12月31日）
- たまのお歳暮（NACK5ほか16局同時ネット、1992年12月)
- たまのお年玉（NACK5ほか16局同時ネット、1993年1月3日)
- 仲井戸麗市 Radio DaDa（NACK5ほか13局同時ネット、1993年2月3日)
- VISION Radio WONDEROUS-CATCH THE VISION（NACK5、1993年5月2日）
- 青春のバイブルIII（NACK5、1993年8月14日）
- 木根尚登のRadio Show-Never too late “夢の続き”（NACK5、1993年9月11日）
- TMN 10th Memorial Night（NACK5、1994年4月23日）
- THE HIT OPERATION（NACK5、1993年10月 - 1995年3月）
- SION 10 SPECIAL（NACK5ほか6局ネット、1994年10月9日）
- MIDNIGHT ROCK SPECIAL “UP BEAT ファイナル”（NACK5、1995年8月22日）
- 徳永英明 SPECIAL PROGRAM “太陽の少年”（NACK5ほか同時ネット、1995年）
- SING LIKE TALKING -WELCOME TO ANOTHER WORLD-（NACK5、1997年5月24日）
- MIDNIGHT ROCK CITY “10th Anniversary Special”（NACK5、1998年10月9日）
- 10th Anniversary Special “ORIGINAL LOVE -Stars-”（NACK5、1999年3月6日）
- NACK THE NIGHT（NACK5、2000年4月 - 2001年9月、月曜担当）
- MOZAIKU NIGHT〜No.1 Music Factory〜（BAYFM、2005年10月 - ）
- JAPANESE POWER TRACKS（FM FUJI、1993年4月 - 9月)
- GIRL POP（FM FUJI、1993年10月 - 1995年3月）
- GIRL POP '94 ニューイヤースペシャル（FM FUJI、1994年1月2日）
- GIRL POP '94 SUMMER SPECIAL（FM FUJI、1994年8月7日）
- GIRL POP '95 ニューイヤースペシャル（FM FUJI、1995年1月1日）
- T.K FILE 99（α-STATION、1999年9月15日）
- Pure Rock802（FM802、1989年6月 - 1993年3月）
- WONDERFUL MUSIC STATION radio papa（FM大阪、1986年10月 - 1988年3月）
- FURTHER ALONG（FM各局、1993年9月）
- LIVE U-LINE “Ram Jam World スペシャル”（USEN、2001年11月12日 - 18日）
- LIVE U-LINE “ゴスペラーズなクリスマススペシャル”（USEN、2001年12月16日 - 23日)
- LIVE U-LINE “Hearts dalesスペシャル”（USEN、2002年2月25日 - 3月3日）
- サンデースペシャル アンプラグドベスト（NHK-FM、2002年3月31日）
- エキサイティング・ミュージッククイズプログラム“BAY MUSIC P-MAN”（BAYFM、2002年4月2日 - 、火曜担当）
- LIVE U-LINE “冴木杏奈〜タンゴの世界”（USEN、2002年4月15日 - 22日）